# Аполлодор (маляр)
Аполлодор з Афін (грец. Ἀπολλόδωρος ὁ σκιαγράφος, друга половина 5 століття до н. е.) — давньогрецький маляр, першим із художників античності вивчив і застосував ефект світлотіні, запровадив до живопису елементи просторової перспективи.
Картини, які дійшли до нашого часу:
- «Жрець, що молиться перед ідолом»
- «Аякс, вражений блискавкою»